# Manuel Carmo

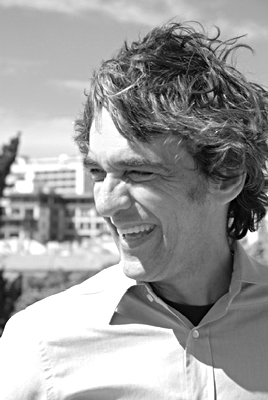
Manuel Carmo (2007)

Jorge Manuel do Carmo Pereira de Almeida (* 1958 in Lissabon; † 2015) war ein bildender Künstler und Buchautor aus Portugal. Ursprünglich war er Rechtsanwalt, Beisitzer des Präsidiums des Ministerrats während der siebten portugiesischen verfassungsmäßigen Regierung, Präsident des „Latin American Studies Institute“, einer nichtstaatlichen Organisation für europäische Zusammenarbeit, und Mitglied der Geschäftsleitung verschiedener multinationaler Unternehmen. In den 1980er Jahren entschied er sich, den Kurs für Malerei am Ar.Co (Centro de Arte e Comunicação Visual) in Lissabon zu besuchen. Seitdem widmete er sich ausschließlich der Malerei, Bildhauerei und dem Schreiben.

## Aktivitäten
Seit 1985 stellt er seine Werke bei unzähligen Ausstellungen und Konferenzen in Portugal und im Ausland aus. Im Jahr 2000 erhielt er bei der erstmals stattfindenden „Bienal de Pintura“ eine ehrenvolle Erwähnung.
Manuel Carmo war Berater des „European Museum Forum“ in Portugal sowie Berater bei internationalen Projekten der „Associação Portuguesa de Empresas com Museus – Aporem“, einer Vereinigung, der siebzehn portugiesische Museen mit internationalen Projekten angehören.
Seit Januar 2007 war er für die kulturelle und inhaltliche Leitung des „Museu da Água de Coimbra“ verantwortlich und war ferner Generaldirektor des Kunstverlags AABA.
Manuel Carmo war künstlerischer Leiter der Kunstgalerie „Galeria de Arte“ im Lissabonner Stadtviertel Bairro Alto. Dort organisierte er Ausstellungen mit Originalwerken von bedeutenden ausländischen Malern, insbesondere mit Werken von Andy Warhol, Tom Wesselmann, Erró, Gérard Schlosser und Joyce Tenneson.
Im Jahr 2004 brachte die Produktionsfirma Mandala eine DVD mit dem jüngsten Werk von Manuel Carmo heraus. Im Jahr 2005 produzierte der portugiesische öffentlich-rechtliche Fernsehsender „Televisão Pública Portuguesa RTP“ in Zusammenarbeit mit der Fernuniversität Universidade Aberta über das Leben und das Werk des Künstlers einen dreißigminütigen Dokumentarfilm, der bei RTP und RTP Internacional ausgestrahlt wurde.
Manuel Carmo war bislang der einzige portugiesische Maler, der eingeladen wurde, 2006 auf der UNESCO-Weltkonferenz zum Thema „Kulturelle Bildung“ ein Projekt vorzustellen, das er „Let's Art!“ nannte. Sanchez Bravo, Präsident der spanischen UNESCO-Kommission, bezeichnete seine Malerei als „eine neue nüchterne und harmonisch-musikalische Form, die Realität zu transzendieren“.
Carmos letzte Ausstellung und Performance in Portugal im Jahr 2005 mit dem Titel „1755 Cemitério de Esperança ou As 7 Virtudes para o Renascimento“ erinnerte an das Erdbeben vor 250 Jahren und stand unter der Schirmherrschaft des damaligen portugiesischen Staatspräsidenten Jorge Sampaio.
Im Jahr 2006 war Manuel Carmo unter dem Titel „Manifesto 24“ als Einzelaussteller zum Thema „Der kreative Akt in der Kunst“ im „Angel Orensanz Foundation Center for the Arts“ in New York vertreten. Es handelte sich um eine Kombination aus Malerei, Bildhauerei und Videokunst. Die New Yorker Kunstkritikerin Nancy di Benedetto meinte hierzu: „Größte Anerkennung verdient die Tatsache, dass die Arbeit des Künstlers sich nicht starr an Schulen oder bereits festgelegten Strömungen orientiert. Sein Kunstwerk trotzt einer Kategorisierung und eröffnet neue Bereiche für die Kunst des 21. Jahrhunderts.“
Manuel Carmo wurde regelmäßig eingeladen, Vorträge über Kunst zu halten, insbesondere im Rahmen der UNESCO und der Projekte „Collect and Share“ und „Long Life Learning“ als Teil der EU-Bildungsprogramme „Sokrates“ und „Grundtvig“.

## Ausstellungen
Er ist in verschiedenen Stiftungen und Museen vertreten, darunter laut New York Arts Annual Catalogue 2007:
- Fundação António Prates
- Michetti Foundation
- European Museum Forum
- International Museum of Graphic Art
- Mumi Museum
- Museu de Arte Contemporânea da Madeira
- Museu da Água da Epal
- Stadt Chaves
- Stadt Bragança
- Stadt Lissabon
- Mundial Confiança
- Universitária Editora
- Ateliers de Arte do Bairro Alto
- Centro Português de Serigrafia
- Estrutura de Missão Contra a Violência Doméstica
- Angel Orensanz Foundation, New York
- Fundação Mário Soares
- Instituto Beni Culturali Emília Romagna, Italien
- Fundação Portuguesa das Comunicações
- Museu das Comunicações
- Centro Cultural de Avilez
- Museu da Água de Coimbra
- Sammlung von Königin Fabiola von Belgien
- Sammlung von Chico Buarque de Holanda
- Sammlung von Fausto Bertinotti, Präsident der italienischen Abgeordnetenkammer

## Publikationen
Veröffentlichte Bücher zum Thema „Kunst“:
- „Aquae Liberae Triumphalis Ingressus“, Editorial Hugin, 2004
- „Um Café pelo Aqueduto“, Editorial ACD, 2005
- „A Diferença para +“, Ateliers de Arte do Bairro Alto, 2005
- „1755 – Cemitério de Esperança“, Editorial ACD, 2005
- „Manifesto 24“, Angel Orensanz Foundation (New York), 2005
- „Liberdade Número 800240574“, Fundação Mário Soares, 2006
- „Aqui há Gato!“, Museu das Comunicações, 2006
- „Os 7 Estados da Água“, Edições AABA 2007